# Bistum Askalon
Koordinaten: 31° 40′ N, 34° 33′ O
Das Bistum Askalon war ein frühchristlich-byzantinischer Bischofssitz in der Stadt Askalon (heute Aschkelon, Israel). Nach der Eroberung von Jerusalem 1099 stießen die Kreuzfahrer bis Askalon vor und siegten dort in der Schlacht von Askalon über ein fatimidisches Heer, konnten die Stadt aber nicht erobern. Trotzdem wurde nur ein Jahr später ein Bischof von Askalon ernannt. Das Bistum Askalon wurde 1108 mit dem Bistum Bethlehem vereinigt. Nach der Eroberung Askalons 1153 durch die Kreuzfahrer wurde hier erneut ein lateinisches Bistum eingerichtet, das jedoch durch den Einspruch des Bischofs von Bethlehem durch Papst Hadrian IV. 1158 wieder mit dem Bistum Bethlehem vereinigt wurde. Die Stadt Askalon wurde 1187 wie auch Bethlehem von Saladin erobert. Der Titel eines Bischofs von Askalon wurde ab dem 14. Jahrhundert wieder vergeben, ohne dass die Bischöfe ihren eigentlichen Bischofssitz Askalon betreten konnten. In dieser Tradition steht das Titularbistum Ascalon der römisch-katholischen Kirche.

## Geschichte
Askalon war seit der Bronzezeit eine wichtige Hafenstadt. Sie lag zudem an dem wichtigen Handelsweg Via Maris von Ägypten an der Küste entlang nach Syrien. Die kanaanitische Stadt kam früh unter ägyptische Herrschaft, später wurde das Gebiet von Philistern besiedelt. Die Stadt wurde oft belagert, erobert und zerstört, und wieder aufgebaut. Seit etwa 63 v. Chr. gehörte Askalon zum Römischen Reich. Nach den jüdischen Aufständen und der Zerschlagung der Provinz Iudaea lag Askalon in der römischen Provinz Syria Palaestina. Um 400 war das Gebiet weiter unterteilt worden, in die Provinzen Palaestina I, Palaestina II und Palaestina salutaris (auch Palaestina III genannt).

## Der frühchristlich-byzantinische Bischofssitz
Die damalige geographische Einteilung wurde auch im Wesentlichen in die spätrömisch-byzantinische Kirchenorganisation übernommen, die im Laufe des 4. Jahrhunderts entstand. Askalon kam dabei zur Provinz Palaestina I. Spätestens bis zum Anfang des 4. Jahrhunderts war auch in Askalon ein Bischofssitz entstanden. Aus der Zeit um 315 stammt der erste Bischofsname Longinus. Die Hauptstadt der Provinz Palaestina I war Caesarea Maritima. Die Stadt avancierte damit auch zum Sitz des Metropoliten, dem 30 Suffragane (bzw. Bistümer) in der Provinz Palaestina I unterstellt waren, darunter auch der Bischof von Askalon. 
Die Bischofslisten des Ersten Konzils von Nicäa (325) und des Konzils von Chalcedon (451) nennen mit Sabinus und Leontius auch Bischöfe von Askalon (siehe weitere Bischöfe in der Liste der frühchristlichen Bischöfe). 
Nach der Schlacht am Jarmuk 636 eroberten die Araber die Stadt. Nach Gams gab es zwischen 930 und 940 (immer noch) einen Bischof in Askalon (dessen Name allerdings nicht überliefert ist). Ob der Bischofssitz bei Ankunft der Kreuzfahrer noch existierte ist nicht bekannt.

### Liste der frühchristlichen Bischöfe
- 315 Longinus[1]
- 325 Sabinus[2][1]
- 381 Auxentius[2][1]
- 415 Jovinus[2][1]
- 449, 451 Leontius[2][1]
- 518, 531, 532 Antonius[1]
- 536 Dionysius[2][1]

## Kreuzfahrerzeit
Im Juli 1099 eroberten die Kreuzfahrer Jerusalem und stießen im August 1099 bis Askalon vor. Sie siegten dort in der Schlacht von Askalon am 12. August 1099, konnten die Stadt aber nicht einnehmen. Kurz nach 1100 gründeten die Kreuzfahrer das lateinische Bistum Askalon im Königreich Jerusalem. Die Kreuzfahrer hatten zwar nur Teile der frühchristlich-byzantinischen Diözese erobert, die Gründung eines lateinischen Bistums war aber sozusagen das Programm zur tatsächlichen Eroberung von Askalon. Die materielle Grundlage für einen selbständigen Bischofssitz war jedoch zu dieser Zeit noch zu gering, und deshalb wurde das neue Bistum bereits um 1108/09 mit dem damals neu gegründeten Bistum Bethlehem vereinigt. Der erste Bischof von Askalon Anschetin(us) wurde 1109 auch erster Bischof von Bethlehem.
Erst im Jahr 1153 wurde Askalon tatsächlich von den Kreuzfahrern erobert. Sie richteten erneut ein Bistum Askalon ein bzw. teilten das vereinigte Bistum Bethelehem-Askalon. Die größte und bedeutendste Moschee in Askalon wurde in eine dem Heiligen Paulus geweihte Kirche umgewandelt und sollte als Kathedralkirche des neuen Bistums fungieren. Die treibende Kraft für die erneute Bistumsgründung war der Patriarch von Jerusalem Fulcher, der einen neuen Suffragan hinzu bekam. Neuer Bischof wurde Absalom, der zuvor Chorherr an der Grabeskirche. Der Bischof von Bethlehem, dem dadurch Einnahmen entgingen, klagte gegen die Neugründung des Bistums beim Papst. Dieser vereinigte das Bistum Askalon erneut mit dem Bistum Bethlehem. 1169 wurde der einstige Bischof Absalom als quondam Askalonensis episcopus (ehemaliger Bischof von Askalon) bezeichnet. Damit war die (erneute) Vereinigung mit dem Bistum Bethlehem vollzogen. 1187 wurde Askalon von Saladin erobert, die Bevölkerung vertrieben und die Befestigungen geschleift. 1192 wurde die Stadt unter Richard Löwenherz zurückerobert. Danach lag sie in Ruinen im quasi Niemandsland, bis es 1239 von den Kreuzrittern wieder besetzt und befestigt wurde. 1247 wurde Askalon endgültig von den Muslimen erobert, aber nicht wieder bevölkert.
Der Titel eines Bischofs von Askalon wurde ab der ersten Hälfte des 14. Jahrhunderts an Weihbischöfe vergeben (Titularbistum Ascalon), im 14. bis 16. Jahrhundert bevorzugt an Weihbischöfe deutscher Diözesen. 

### Liste der Bischöfe
- 1100?, 1108 Anschetin(us)[6]
- 1153 bis 1158? Absalom, vorher Kanoniker des Heiligen Grabes